# Aethelgifu
Aethelgifu (Æthelgifu, ur. 869) – druga córka Alfreda Wielkiego i Ealhswith. Siostra m.in. Edwarda Starszego, króla Wessexu, i Ethelfledy, pani Mercji.
Najprawdopodobniej trapiona chorobą, Aethelgifu ukrywała swoją twarz za zasłoną. Również w efekcie choroby wstąpiła do zakonu. Asser wspomina o niej w Żywocie króla Alfreda jako o "dziewicy poświęconej Bogu". Po wybudowaniu opactwa Shaftesbury przez Alfreda, Aethelgifu została jego ksieni.